# Generalstrejken i Seattle

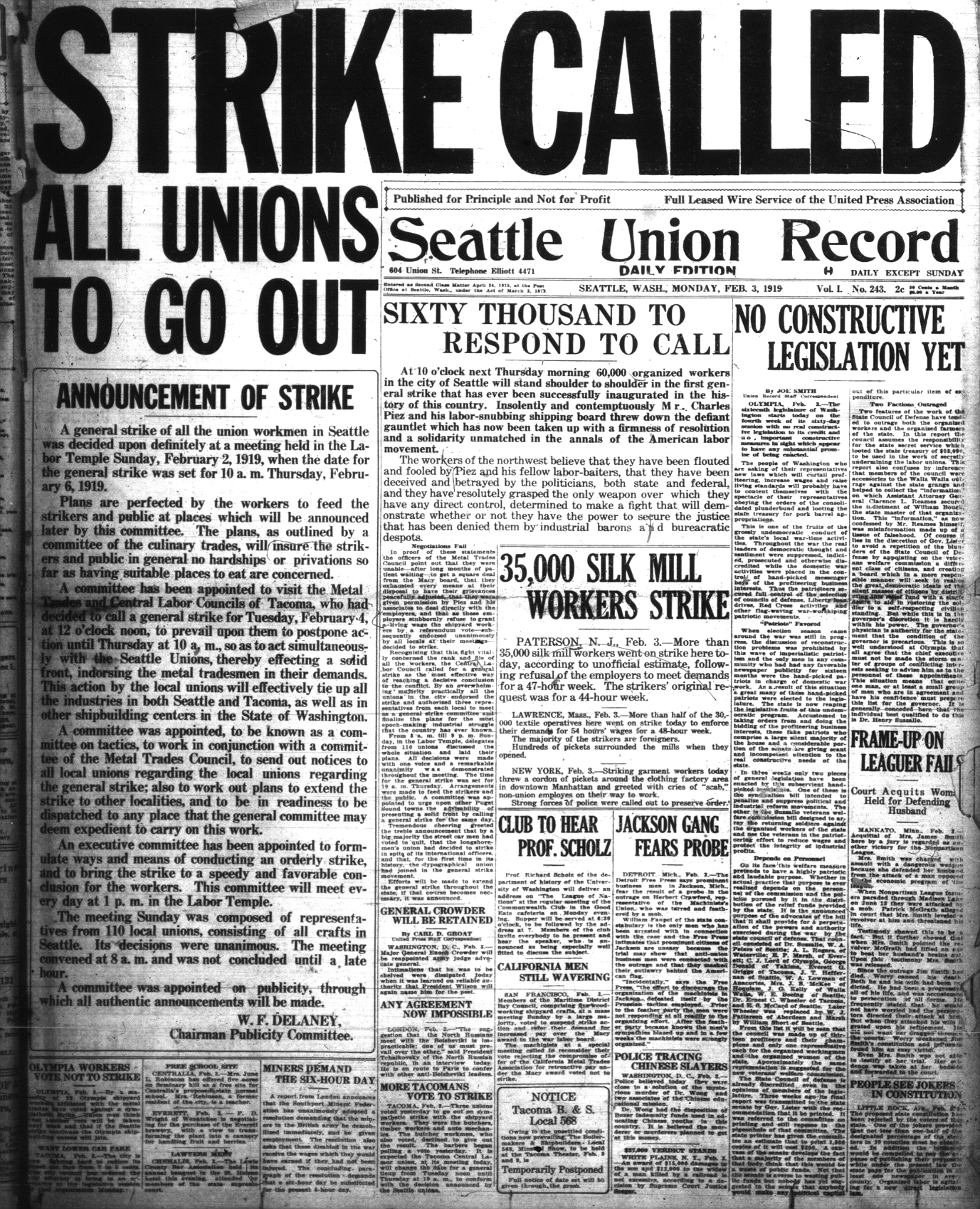
Tidningen Seattle Union Record, måndagen den 3 februari 1919.

Generalstrejken i Seattle 1919 var den första generalstrejken i USA. Den varade i fem dagar, 6–11 februari, och mer än 65 000 arbetare la ner arbetet. 
I januari 1919 gick flera fackföreningar som organiserade varvsarbetare ut i strejk, med krav på högre löner.
De fick snart stöd av andra fackföreningar i staden, som gick ut i sympatistrejk, däribland American Federation of Labor (AFL) och Industrial Workers of the World (IWW). 
Strejken var ickevåldslig och varade bara i en vecka, men regeringstjänstemän, pressen och delar av allmänheten betraktade strejken som ett radikalt försök att försvaga amerikanska institutioner.